# پل استرند
پل اِسترَند (به انگلیسی: Paul Strand) (نام اصلی: ناتانیِل پل استرانسکی؛ ۱۶ اکتبر ۱۸۹۰ – ۳۱ مارس ۱۹۷۶) عکاس اهل ایالات متحدهٔ آمریکا بود. او، همراه با عکاسان مدرنیستی مانند آلفرد اشتیگلیتس و ادوارد وستون، در تثبیت عکاسی به‌عنوان یک هنر در قرن بیستم نقش داشت.

## زندگی
ناتانیِل پل استرانسکی (Nathaniel Paul Stransky)، که بعدها با نام هنریِ «پل استرند» شناخته می‌شد، در سال ۱۸۹۰ در هابوکن، نیوجرسی زاده شد. پس از ۱۹۰۷، در زمانی که در مدرسهٔ عالی علوم انسانی شاگرد لوئیس هاین عکاس مشهور مستند بود، عکس‌هایی گرفت که به تعبیر آلفرد اشتیگلیتس «بیان مستقیم دنیای امروز» بودند. عکس‌های ۱۹۱۷ استرند به صورتی استثنایی از تنوعی گسترده برخوردار بودند و مهم‌تر اینکه تقریباً خطوط اصلی آنچه را که بعدها در قلمرو عکاسی باید روی می‌داد، مشخص می‌ساختند. او عکس‌های مستقیم و خودانگیخته‌ای از «مردم خیابان» گرفت - مثلاً از یک درشکه‌چی یا از یک گدا. این عکس‌ها گویی رازهای درونی و اضطراب‌های این مردم را نمایان می‌ساختند و نشان می‌دادند که استرند چگونه پیشگام شیوهٔ واقع‌گرایی روانی عکاسان دههٔ ۱۹۲۰، همچون آندره کرتس و آنری کارتیه-برسون بوده است. به نظر می‌رسد که او هیچ‌گاه مجدداً عکس‌هایی از این دست نگرفت.
استرند در سال ۱۹۷۶ درگذشت.

## یادداشت
1. ↑  Nathaniel Paul Stransky